# B.V. Drukkerij Die Haghe
B.V. Drukkerij Die Haghe is een drukkerij in Den Haag.
In oktober 1927 werd de huisdrukkerij van Bankierskantoor Truffino & Co in Den Haag overgenomen door de heer Uijtenhout en ging de zaak verder onder de naam "Die Haghe". Bij deze zaak gebeurde het zetten van de tekst op drie manieren: als handzetsel, met een "Intertype"-regelzetmachine en met een  "Monotype", waarmee complete pagina's in een keer konden worden gezet.
Op het eind van zijn bestaan beschikte de drukkerij over in totaal zeven drukpersen: een Victoria degel van rond 1920, een M.A.N. Terno (80 × 110) uit 1927 met waaierlattenuitleg, een Nebiolo (55 × 80) uit 1964, een Duitse Mercedes (ca. 1956), een HDA (bouwjaar circa 1953) en een grote Korrex-proefpers. Daarnaast was er voor de sier ook een trapdegelpers van rond 1890
In 1998 werd het pand van de drukkerij, aan de Van Alphenstraat 101 te Voorburg, met sloop bedreigd. Dat kon worden voorkomen, en een aantal jaren was er een drukkerijmuseum geleid door kleinzonen van de oprichter. Medio juli 2005 kwam er een eind aan de BV na konflikten tussen de beheerder van het museum en de rest van de familie.